# Fešáci
Fešáci je česká country skupina, kterou v roce 1967 založili houslista Jan Turek, kytarista Karel Poláček a bendžista Pavel Brümer (v současné sestavě už nikdo z nich není, J. Turek vytrval až do své smrti r. 2016). Kapela se původně jmenovala Greenes, pak se přejmenovala na Bluegrass Hoppers a roku 1974 po příchodu Petra Novotného, Tomáše Linky, Michala Tučného a manažera Oskara Hahna konečně změnila jméno na Fešáci. 
Skupinou prošla celá řada známých zpěváků, hudebníků i moderátorů – např. Michal Tučný, Hana Horecká, Jindřich Šťáhlavský, moderátor Petr Novotný nebo bavičská dvojice Josef Mladý – Josef Alois Náhlovský.

## Členové

### Současní (2021)
- Ladislav Bartoš – basová kytara, vokály
- Antonín Kny – zpěv a kytary (vedoucí skupiny)
- Filip Kobrle – bicí
- Tomáš Linka – zpěv a foukací harmonika
- Pavel Macar – klávesové nástroje
- Jindřich Malík – zpěv, perkuse
- Robert Moucha – zpěv, kytara
- Miroslav Roček – housle, mandolína, zpěv
- David Babka (jako host) – steelkytara, dobro[1]

### Dřívější členové
- Karel Poláček – kapelník, kytara, vokály (1967–87)
- Pavel Brümer (1946–2015) – banjo, kytara (1967–2002)
- Jan Turek (1945–2016) – moderování, vokály, housle (1967–2016)
- Radek Stanka – mandolína (1968–72)
- František Pátek (1937–2017) – dobro, vokály, perkuse (1969–2013)
- Emílie Petrášková – zpěv (1971–72)
- Oskar Hahn – manažer (1974–80)
- Michal Tučný (1947–1995) – zpěv (1974–80)
- Petr Novotný (* 1947) – moderování, texty (1974–94)
- František Slavíček – zvukař (1977–94)
- Jindřich Šťáhlavský (1945–2013) – zpěv, kytara (–2007)
- Josef Mladý (1955–2018) – moderování, kytara (1981–92)
- Josef Alois Náhlovský (1949–2022) – moderování, basová kytara (1981–95)
- Hana Horecká (* 1954) – zpěv, kytara (1985–88)
- Hana Mladá – zpěv (1985–92)
- Miloš Slezák (1950-2024) – zpěv, steelkytara, banjo, kytara (1985–99, 2006–17)
- Erika Horká – zpěv (1989–94)
- Blanka Šurková – zpěv (1992–94)
- Tomáš Suchomel – bicí, perkuse (1992–98)
- Jaromír Rygl – basová kytara (1992–99)
- Jan Houferák (†2016) klávesy (1998–2004)
- Martin Melničenko (1964–2018) – bicí, perkuse (1998–2018)
- Petr Klouda – steel kytara(1999–2002)[1]

## Diskografie

### Řadová alba
- 1975 – Ostrov Fešáků (jako Fešáci a Michal Tučný; vyd. Panton)
- 1978 – Salon Fešáků (Panton)
- 1980 – (Fešáci) 2000 (Panton)
- 1983 – Pošta Fešáci 1 (Panton)
- 1990 – Hvězda Countryon (6P)
- 1992 – ... Jedeme dál (Monitor)
- 1993 – Fešáci 25 Live (6P)
- 1993 – Písničky pro pamětníky (Panton)
- 1994 – Dokud můžem (6P)
- 1997 – 30 let (Monitor-EMI)
- 2000 – Fešáci v Kristových letech (Monitor EMI)
- 2002 – Fešáci u Klokanů (B.M.S.)
- 2007 – Je nám 40 (Vaško Music)
- 2009 – Nedvědi 60 / Fešáci 40 / Lucerna 07 (UMG)[2]

### Kompilace
- 1991 – Od ostrova k poště (výběr z let 1975–1983, Panton)
- 1997 – Gold (Monitor)
- 2002 – 35 let (Venkow Records)
- 2004 – Fešáci / Bluegrass Hoppers – výběr z let 1969–1984 (Supraphon)
- 2010 – Vánoce s Fešáky (Zoretti)
- 2012 – 45 let (největší hity & bonusy, Supraphon)
- 2017 – 50 let (Supraphon)[2]

## Hity
- Paní má se má
- Sundej z hodin závaží
- Prodavač
- Já tajně cvičím
- Dárek vánoční
- Pojedou
- Jaro
- Matterhorn
- Lojza a Líza
- Co na Fešáky neplatí
- Šéfe
- Hvězda Countryon
- Slída
- Vlak 30–50
- Nádraží
- Country bál
- Dialog 2000
- Zvony
- Městský holky
- Osud
- Komedianti nestárnou
- Ostrov Fešáků